# Playoffs NBA 1953
Los Playoffs de la NBA de 1953 fueron el torneo final de la temporada 1952-53 de la NBA. Concluyó con la victoria de Minneapolis Lakers, campeón de la Conferencia Oeste, sobre New York Knicks, campeón de la Conferencia Este, por 4-1.
Los Lakers ganaron su cuarto campeonato en los últimos cinco años, y por segunda vez consecutiva derrotaron a los Knicks en las Finales completando un gran año.
Indianapolis Olympians jugó su último partido, en la primera ronda. Fueron eliminados sin poder ganar ningún encuentro en estas series. Los Olympians desaparecerían como equipo al final de la temporada y un equipo de la máxima categoría de baloncesto no volvería a Indianápolis hasta la fundación de Indiana Pacers en la temporada 1967-68 de la NBA.
Boston Celtics conseguiría su primera victoria en las series de playoff, barriendo dos partidos a cero a los Syracuse Nationals, y sus dos primeros títulos antes de acabar la década.

## Tabla
|  | Semifinales de Conferencia | Semifinales de Conferencia | Semifinales de Conferencia |   |             | Finales de Conferencia | Finales de Conferencia | Finales de Conferencia |  |    | Finales de la NBA | Finales de la NBA | Finales de la NBA |
|  |                            |                            |                            |   |             |                        |                        |                        |  |    |                   |                   |                   |
|  | E1                         | New York                   | 2                          |   |             |                        |                        |                        |  |    |                   |                   |                   |
|  | E4                         | Baltimore                  | 0                          |   |             |                        |                        |                        |  |    |                   |                   |                   |
|  | E4                         | Baltimore                  | 0                          |   | E1          | New York               | 3                      |                        |  |    |                   |                   |                   |
|  | Conferencia Este           |                            |                            |   | E1          | New York               | 3                      |                        |  |    |                   |                   |                   |
|  |                            | E3                         | Boston                     | 1 |             |                        |                        |                        |  |    |                   |                   |                   |
|  | E3                         | E3                         | Boston                     | 1 | Boston      | 2                      |                        |                        |  |    |                   |                   |                   |
|  | E3                         |                            |                            |   | Boston      | 2                      |                        |                        |  |    |                   |                   |                   |
|  | E2                         | Syracuse                   | 0                          |   |             |                        |                        |                        |  |    |                   |                   |                   |
|  | E2                         | Syracuse                   | 0                          |   |             |                        |                        |                        |  | E1 | New York          | 1                 |                   |
|  |                            |                            |                            |   |             |                        |                        |                        |  | E1 | New York          | 1                 |                   |
|  |                            | W1                         | Minneapolis                | 4 |             |                        |                        |                        |  |    |                   |                   |                   |
|  | W1                         | W1                         | Minneapolis                | 4 | Minneapolis | 2                      |                        |                        |  |    |                   |                   |                   |
|  | W4                         | Indianapolis               | 0                          |   |             |                        |                        |                        |  |    |                   |                   |                   |
|  | W4                         | Indianapolis               | 0                          |   | W1          | Minneapolis            | 3                      |                        |  |    |                   |                   |                   |
|  | Conferencia Oeste          |                            |                            |   | W1          | Minneapolis            | 3                      |                        |  |    |                   |                   |                   |
|  |                            | W3                         | Fort Wayne                 | 2 |             |                        |                        |                        |  |    |                   |                   |                   |
|  | W3                         | W3                         | Fort Wayne                 | 2 | Fort Wayne  | 2                      |                        |                        |  |    |                   |                   |                   |
|  | W3                         |                            |                            |   | Fort Wayne  | 2                      |                        |                        |  |    |                   |                   |                   |
|  | W2                         | Rochester                  | 1                          |   |             |                        |                        |                        |  |    |                   |                   |                   |

## Semifinales de División

### División Este

#### (1) New York Knicks vs. (4) Baltimore Bullets
| 17 de marzo                     | Baltimore Bullets                     | 62–80       | New York Knicks                |                                                          |  |  |
|                                 | Parciales: 13–12, 19–21, 11–20, 19–27 |             |                                |                                                          |  |  |
|                                 | Estadísticas Jim Baechtold 17         | Reporte Pts | Estadísticas Connie Simmons 25 | Pabellón: Madison Square Garden III, Manhattan, New York |  |  |
| New York lidera las series, 1–0 |                                       |             |                                |                                                          |  |  |
|                                 |                                       |             |                                |                                                          |  |  |

| 20 de marzo                   | New York Knicks                       | 90–81       | Baltimore Bullets                      |                                                   |  |  |
|                               | Parciales: 20–14, 23–24, 21–24, 26–19 |             |                                        |                                                   |  |  |
|                               | Estadísticas Vince Boryla 20          | Reporte Pts | Estadísticas Baechtold, Miller 21 each | Pabellón: Baltimore Coliseum, Baltimore, Maryland |  |  |
| New York gana las series, 2–0 |                                       |             |                                        |                                                   |  |  |
|                               |                                       |             |                                        |                                                   |  |  |

Este fue el tercer enfrentamiento en playoffs entre ambos equipos, con una victoria para cada uno en los dos primeros.
| 1948 | Baltimore Bullets | 2–0 | New York Knicks |                     |
|      |                   |     |                 |                     |
|      |                   |     |                 | Pabellón: 1.ª ronda |

| 1949 | Baltimore Bullets | 1–2 | New York Knicks |                                   |
|      |                   |     |                 |                                   |
|      |                   |     |                 | Pabellón: Semifinales de división |

#### (2) Syracuse Nationals vs. (3) Boston Celtics
| 19 de marzo                   | Boston Celtics                        | 87–81       | Syracuse Nationals           |                                                     |  |  |
|                               | Parciales: 16–19, 19–14, 18–16, 34–32 |             |                              |                                                     |  |  |
|                               | Estadísticas Bob Cousy 20             | Reporte Pts | Estadísticas Paul Seymour 18 | Pabellón: Onondaga War Memorial, Syracuse, New York |  |  |
| Boston lidera las series, 1–0 |                                       |             |                              |                                                     |  |  |
|                               |                                       |             |                              |                                                     |  |  |

| 21 de marzo                 | Syracuse Nationals                                                | 105–111          | Boston Celtics                                     |                                                |  |  |
|                             | Parciales: 22–21, 20–19, 17–22, 18–15 (T.E.: 9–9, 4–4, 9–9, 6–12) |                  |                                                    |                                                |  |  |
|                             | Estadísticas Red Rocha 19 George King 4                           | Reporte Pts Asts | Estadísticas Bob Cousy 50 Macauley, Sharman 5 each | Pabellón: Boston Garden, Boston, Massachusetts |  |  |
| Boston gana las series, 2–0 |                                                                   |                  |                                                    |                                                |  |  |
|                             |                                                                   |                  |                                                    |                                                |  |  |

- Último partido de Al Cervi en la NBA.

Éste fue el primer enfrentamiento en playoffs entre ambos equipos.

### División Oeste

#### (1) Minneapolis Lakers vs. (4) Indianapolis Olympians
| 22 de marzo                        | Indianapolis Olympians                | 69–85       | Minneapolis Lakers             |                                                          |  |  |
|                                    | Parciales: 14–21, 17–21, 25–21, 13–22 |             |                                |                                                          |  |  |
|                                    | Estadísticas Joe Graboski 22          | Reporte Pts | Estadísticas Vern Mikkelsen 18 | Pabellón: Minneapolis Auditorium, Minneapolis, Minnesota |  |  |
| Minneapolis lidera las series, 1–0 |                                       |             |                                |                                                          |  |  |
|                                    |                                       |             |                                |                                                          |  |  |

| 23 de marzo                      | Minneapolis Lakers                          | 81–79       | Indianapolis Olympians       |                                                    |  |  |
|                                  | Parciales: 24–19, 10–13, 25–17, 22–30       |             |                              |                                                    |  |  |
|                                  | Estadísticas Pollard, Mikkelsen 16 cada uno | Reporte Pts | Estadísticas Paul Walther 17 | Pabellón: Butler Fieldhouse, Indianápolis, Indiana |  |  |
| Minneapolis gana las series, 2–0 |                                             |             |                              |                                                    |  |  |
|                                  |                                             |             |                              |                                                    |  |  |

Éste fue el tercer enfrentamiento de ambos equipos en playoffs,en los dos primeros ganaron los Lakers.
| 1951 | Indianapolis Olympians | 1–2 | Minneapolis Lakers |                                   |
|      |                        |     |                    |                                   |
|      |                        |     |                    | Pabellón: Semifinales de División |

| 1952 | Indianapolis Olympians | 0–2 | Minneapolis Lakers |                                   |
|      |                        |     |                    |                                   |
|      |                        |     |                    | Pabellón: Semifinales de División |

#### (2) Rochester Royals vs. (3) Fort Wayne Pistons
| 20 de marzo                       | Fort Wayne Pistons                    | 84–77       | Rochester Royals            |                                                    |  |  |
|                                   | Parciales: 14–16, 23–21, 21–20, 26–20 |             |                             |                                                    |  |  |
|                                   | Estadísticas Fred Schaus 20           | Reporte Pts | Estadísticas Arnie Risen 17 | Pabellón: Edgerton Park Arena, Rochester, New York |  |  |
| Fort Wayne lidera las series, 1–0 |                                       |             |                             |                                                    |  |  |
|                                   |                                       |             |                             |                                                    |  |  |

| 22 de marzo           | Rochester Royals                      | 83–71       | Fort Wayne Pistons          |                                                      |  |  |
|                       | Parciales: 21–19, 19–19, 17–13, 26–20 |             |                             |                                                      |  |  |
|                       | Estadísticas Bobby Wanzer 19          | Reporte Pts | Estadísticas Larry Foust 24 | Pabellón: War Memorial Coliseum, Fort Wayne, Indiana |  |  |
| Series empatadas, 1–1 |                                       |             |                             |                                                      |  |  |
|                       |                                       |             |                             |                                                      |  |  |

| 24 de marzo                     | Fort Wayne Pistons                    | 67–65       | Rochester Royals             |                                                    |  |  |
|                                 | Parciales: 23–18, 13–13, 15–18, 16–16 |             |                              |                                                    |  |  |
|                                 | Estadísticas Larry Foust 18           | Reporte Pts | Estadísticas Bobby Wanzer 17 | Pabellón: Edgerton Park Arena, Rochester, New York |  |  |
| Fort Wayne gana las series, 2–1 |                                       |             |                              |                                                    |  |  |
|                                 |                                       |             |                              |                                                    |  |  |

Ésta fue la cuarta vez que amvbos equipos coincidían en playoffs, con los Royals ganando dos de los tres primeros.
| 1950 | Fort Wayne Pistons | 2–0 | Rochester Royals |                                        |
|      |                    |     |                  |                                        |
|      |                    |     |                  | Pabellón: Semifinales División Central |

| 1951 | Fort Wayne Pistons | 1–2 | Rochester Royals |                                      |
|      |                    |     |                  |                                      |
|      |                    |     |                  | Pabellón: Semifinales División Oeste |

| 1952 | Fort Wayne Pistons | 0–2 | Rochester Royals |                                      |
|      |                    |     |                  |                                      |
|      |                    |     |                  | Pabellón: Semifinales División Oeste |

## Finales de División

### División Este

#### (1) New York Knicks vs. (3) Boston Celtics
| 25 de marzo                     | Boston Celtics                           | 91–95            | New York Knicks                               |                                                          |  |  |
|                                 | Parciales: 27–26, 15–16, 18–27, 31–26    |                  |                                               |                                                          |  |  |
|                                 | Estadísticas Bob Cousy 28 Chuck Cooper 6 | Reporte Pts Asts | Estadísticas Connie Simmons 18 Dick McGuire 8 | Pabellón: Madison Square Garden III, Manhattan, New York |  |  |
| New York lidera las series, 1–0 |                                          |                  |                                               |                                                          |  |  |
|                                 |                                          |                  |                                               |                                                          |  |  |

| 26 de marzo           | New York Knicks                             | 70–86            | Boston Celtics                                    |                                                |  |  |
|                       | Parciales: 10–23, 19–13, 15–21, 26–29       |                  |                                                   |                                                |  |  |
|                       | Estadísticas Harry Gallatin 17 Carl Braun 7 | Reporte Pts Asts | Estadísticas Macauley, Cousy 21 each Bob Cousy 13 | Pabellón: Boston Garden, Boston, Massachusetts |  |  |
| Series empatadas, 1–1 |                                             |                  |                                                   |                                                |  |  |
|                       |                                             |                  |                                                   |                                                |  |  |

| 28 de marzo                     | Boston Celtics                          | 82–101           | New York Knicks                                |                                                                                             |  |  |
|                                 | Parciales: 22–20, 15–23, 18–32, 27–26   |                  |                                                |                                                                                             |  |  |
|                                 | Estadísticas Bob Cousy 18 Ed Macauley 5 | Reporte Pts Asts | Estadísticas Harry Gallatin 23 Dick McGuire 11 | Pabellón: Madison Square Garden III, Manhattan, New York Árbitros: Phil Fox, Charles Eckman |  |  |
| New York lidera las series, 2–1 |                                         |                  |                                                |                                                                                             |  |  |
|                                 |                                         |                  |                                                |                                                                                             |  |  |

| 29 de marzo                   | New York Knicks                          | 82–75            | Boston Celtics                          |                                                                                   |  |  |
|                               | Parciales: 17–26, 14–19, 22–11, 29–19    |                  |                                         |                                                                                   |  |  |
|                               | Estadísticas Carl Braun 18 Nat Clifton 9 | Reporte Pts Asts | Estadísticas Ed Macauley 25 Bob Cousy 8 | Pabellón: Boston Garden, Boston, Massachusetts Árbitros: Phil Fox, Charles Eckman |  |  |
| New York gana las series, 3–1 |                                          |                  |                                         |                                                                                   |  |  |
|                               |                                          |                  |                                         |                                                                                   |  |  |

Éste fue el tercer playoff en el que se enfrentaron ambos equipos, con los Knicks habiendo ganado los dor primeros
| 1951 | Boston Celtics | 0–2 | New York Knicks |                                     |
|      |                |     |                 |                                     |
|      |                |     |                 | Pabellón: Semifinales División Este |

| 1952 | Boston Celtics | 1–2 | New York Knicks |                                     |
|      |                |     |                 |                                     |
|      |                |     |                 | Pabellón: Semifinales División Este |

### División Oeste

#### (1) Minneapolis Lakers vs. (3) Fort Wayne Pistons
| March 26                           | Fort Wayne Pistons                    | 73–83        | Minneapolis Lakers           |                                                          |  |  |
|                                    | Parciales: 16–24, 14–19, 12–13, 31–27 |              |                              |                                                          |  |  |
|                                    | Estadísticas Larry Foust 16           | Boxscore Pts | Estadísticas George Mikan 21 | Pabellón: Minneapolis Auditorium, Minneapolis, Minnesota |  |  |
| Minneapolis lidera las series, 1–0 |                                       |              |                              |                                                          |  |  |
|                                    |                                       |              |                              |                                                          |  |  |

| March 28                      | Fort Wayne Pistons                    | 75–82        | Minneapolis Lakers           |                                                                                              |  |  |
|                               | Parciales: 18–16, 17–23, 18–17, 22–26 |              |                              |                                                                                              |  |  |
|                               | Estadísticas Larry Foust 21           | Boxscore Pts | Estadísticas George Mikan 20 | Pabellón: Minneapolis Auditorium, Minneapolis, Minnesota Árbitros: Jocko Collins, Arnie Heft |  |  |
| Minneapolis leads series, 2–0 |                                       |              |                              |                                                                                              |  |  |
|                               |                                       |              |                              |                                                                                              |  |  |

| March 30                           | Minneapolis Lakers                    | 95–98       | Fort Wayne Pistons           |                                                      |  |  |
|                                    | Parciales: 16–29, 28–18, 17–24, 34–27 |             |                              |                                                      |  |  |
|                                    | Estadísticas George Mikan 23          | Reporte Pts | Estadísticas Fred Scolari 27 | Pabellón: War Memorial Coliseum, Fort Wayne, Indiana |  |  |
| Minneapolis lidera las series, 2–1 |                                       |             |                              |                                                      |  |  |
|                                    |                                       |             |                              |                                                      |  |  |

| April 1               | Minneapolis Lakers                    | 82–85       | Fort Wayne Pistons          |                                                      |  |  |
|                       | Parciales: 20–25, 18–22, 23–11, 21–27 |             |                             |                                                      |  |  |
|                       | Estadísticas George Mikan 25          | Reporte Pts | Estadísticas Larry Foust 20 | Pabellón: War Memorial Coliseum, Fort Wayne, Indiana |  |  |
| Series empatadas, 2–2 |                                       |             |                             |                                                      |  |  |
|                       |                                       |             |                             |                                                      |  |  |

| April 2                          | Fort Wayne Pistons                   | 58–74       | Minneapolis Lakers                 |                                                          |  |  |
|                                  | Parciales: 9–23, 16–11, 12–19, 21–21 |             |                                    |                                                          |  |  |
|                                  | Estadísticas Larry Foust 16          | Reporte Pts | Estadísticas Mikan, Martin 18 each | Pabellón: Minneapolis Auditorium, Minneapolis, Minnesota |  |  |
| Minneapolis gana las series, 3–2 |                                      |             |                                    |                                                          |  |  |
|                                  |                                      |             |                                    |                                                          |  |  |

Ésta fue la segunda vez que ambos equipos se enfrentaban en unos playoffs, con los Lakers ganando el primer enfrentamiento.
| \| 1950 \| Fort Wayne Pistons \| 0–2 \| Minneapolis Lakers \| \| \| \| \| \| \| \| \| \| \| \| \| Pabellón: Finales de División \| |                    |     |                    |                               |
| 1950 | Fort Wayne Pistons | 0–2 | Minneapolis Lakers |                               |
| |                    |     |                    |                               |
| |                    |     |                    | Pabellón: Finales de División |

## Finales de la NBA: (W1) Minneapolis Lakers vs. (E1) New York Knicks
| 4 de abril                      | New York Knicks                       | 96–88       | Minneapolis Lakers           | |  |  |
|                                 | Parciales: 19–18, 24–29, 23–20, 30–21 |             |                              | |  |  |
|                                 | Estadísticas Carl Braun 21            | Reporte Pts | Estadísticas George Mikan 25 | Pabellón: Minneapolis Auditorium, Minneapolis, Minnesota Asistencia: 5000 espectadores Árbitros: Sid Borgia, Arnie Heft |  |  |
| New York lidera las series, 1–0 |                                       |             |                              | |  |  |
|                                 |                                       |             |                              | |  |  |

| April 5               | New York Knicks                       | 71–73       | Minneapolis Lakers           | |  |  |
|                       | Parciales: 16–26, 14–21, 24–11, 17–15 |             |                              | |  |  |
|                       | Estadísticas Connie Simmons 17        | Reporte Pts | Estadísticas George Mikan 18 | Pabellón: Minneapolis Auditorium, Minneapolis, Minnesota Asistencia: 4848 espectadores Árbitros: Sid Borgia, Arnie Heft |  |  |
| Series empatadas, 1–1 |                                       |             |                              | |  |  |
|                       |                                       |             |                              | |  |  |

| April 7                            | Minneapolis Lakers                    | 90–75       | New York Knicks                |                                                                                   |  |  |
|                                    | Parciales: 21–14, 18–24, 26–22, 25–15 |             |                                |                                                                                   |  |  |
|                                    | Estadísticas George Mikan 20          | Reporte Pts | Estadísticas Connie Simmons 18 | Pabellón: 69th Regiment Armory, Manhattan, New York Asistencia: 5100 espectadores |  |  |
| Minneapolis lidera las series, 2–1 |                                       |             |                                |                                                                                   |  |  |
|                                    |                                       |             |                                |                                                                                   |  |  |

| April 8                            | Minneapolis Lakers                    | 71–69       | New York Knicks                |                                                                                   |  |  |
|                                    | Parciales: 21–16, 20–18, 13–16, 17–19 |             |                                |                                                                                   |  |  |
|                                    | Estadísticas George Mikan 27          | Reporte Pts | Estadísticas Connie Simmons 17 | Pabellón: 69th Regiment Armory, Manhattan, New York Asistencia: 5200 espectadores |  |  |
| Minneapolis lidera las series, 3–1 |                                       |             |                                |                                                                                   |  |  |
|                                    |                                       |             |                                |                                                                                   |  |  |

| April 10                         | Minneapolis Lakers                           | 91–84            | New York Knicks                               |                                                                                   |  |  |
|                                  | Parciales: 19–18, 25–17, 25–25, 22–24        |                  |                                               |                                                                                   |  |  |
|                                  | Estadísticas Jim Pollard 17 Vern Mikkelsen 6 | Reporte Pts Asts | Estadísticas Carl Braun 19 Ernie Vandeweghe 4 | Pabellón: 69th Regiment Armory, Manhattan, New York Asistencia: 5200 espectadores |  |  |
| Minneapolis gana las series, 4–1 |                                              |                  |                                               |                                                                                   |  |  |
|                                  |                                              |                  |                                               |                                                                                   |  |  |

Ésta es la segunda vez que ambos equipos se encuentran en un playoff, con los Lakers ganando la primera.
| \| 1952 \| Minneapolis Lakers \| 4–3 \| New York Knicks \| \| \| \| \| \| \| \| \| \| \| \| \| Pabellón: 1952 NBA Finals \| |                    |     |                 |                           |
| 1952 | Minneapolis Lakers | 4–3 | New York Knicks |                           |
| |                    |     |                 |                           |
| |                    |     |                 | Pabellón: 1952 NBA Finals |